# Santheyalli Nintha Kabira
Santheyalli Nintha Kabura è un film del 2016, diretto da Indra Babu.

## Colonna sonora
1. Ramachandra Hadpad – Dharmikanalla Adharimakanalla
2. Anweshaa, Kavita Seth – Naavu Premada Huccharu
3. Sonu Nigam, Anweshaa – Baare Ninage Naanu
4. Mohammed Irfan, Anweshaa – Maneyembodu
5. Sukhwinder Singh – Leelemayana Leeleyu
6. Ramachandra Hadpad – Kalla Poojege
7. Ramachandra Hadpad – Avane Mahadeva
8. Javed Ali – Vishwasadalli
9. Ramachandra Hadpad – Shastravannodi